# Møsvatnet
Møsvatnet of Møsvatn is een meer van circa 78.31 km² in het Noorse nationale park Hardangervidda. Het ligt tussen Vinje, Rauland en Rjukan in de provincie Telemark. Er is een bootverbinding naar Mogen.

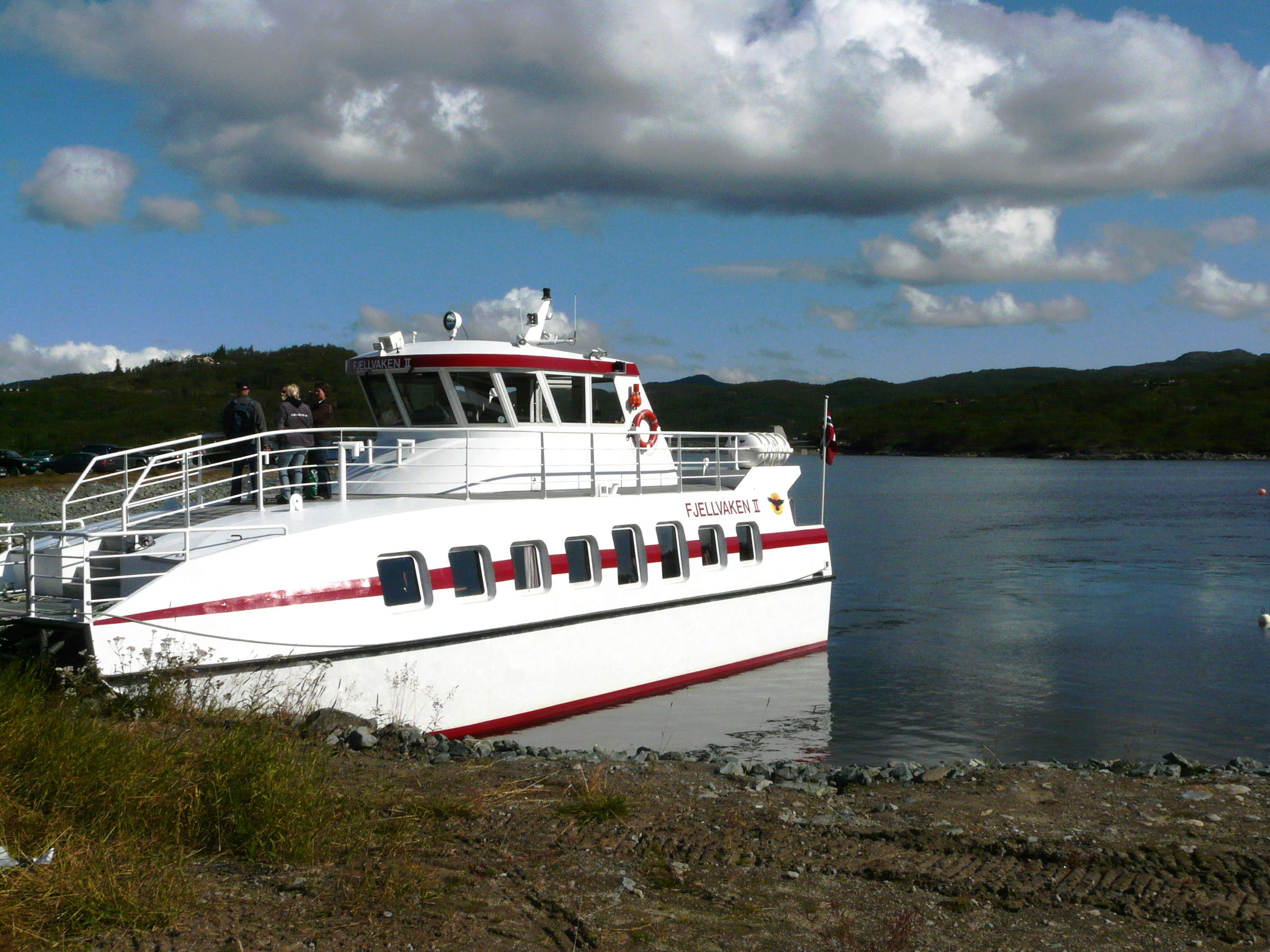
Møsvatnet